# Hyloxalus craspedoceps
Hyloxalus craspedoceps es una especie de anfibio anuro de la familia Dendrobatidae.

## Distribución geográfica
Esta especie es endémica de la provincia de Lamas en la región de San Martín en Perú. Habita a 500 m de altitud en la vertiente oriental de la Cordillera Central.

## Descripción
El holotipo femenino mide 20.5 mm y el paratipo masculino 19.1 mm.

## Etimología
El nombre específico craspedoceps proviene del griego kraspedon, la esquina, el borde y kephale, la cabeza, con referencia a la línea pálida presente en la cabeza de esta especie.

## Publicación original
- Duellman, 2004 : Frogs of the genus Colostethus (Anura; Dendrobatidae) in the Andes of northern Peru. Scientific Papers Natural History Museum the University of Kansas, vol. 35, p. 1-49[4]